# ناترون

شعار البرنامج

نترون (بالإنجليزية: Natron)‏ هو برنامج وحر ومفتوح المصدر لتركيب وصنع المؤثرات البصرية على الفيديوهات.
يدعم تركيب العقد وهوبرنامج شبيه ب Fusion و Autodesk Flame وNuke و After Effects .

## اصل الاسم
تمت تسمية Natron على اسم بحيرة Natron في تنزانيا والتي، وفقًا للمبرمج الرئيسي في Natron ألكسندر جواثير،

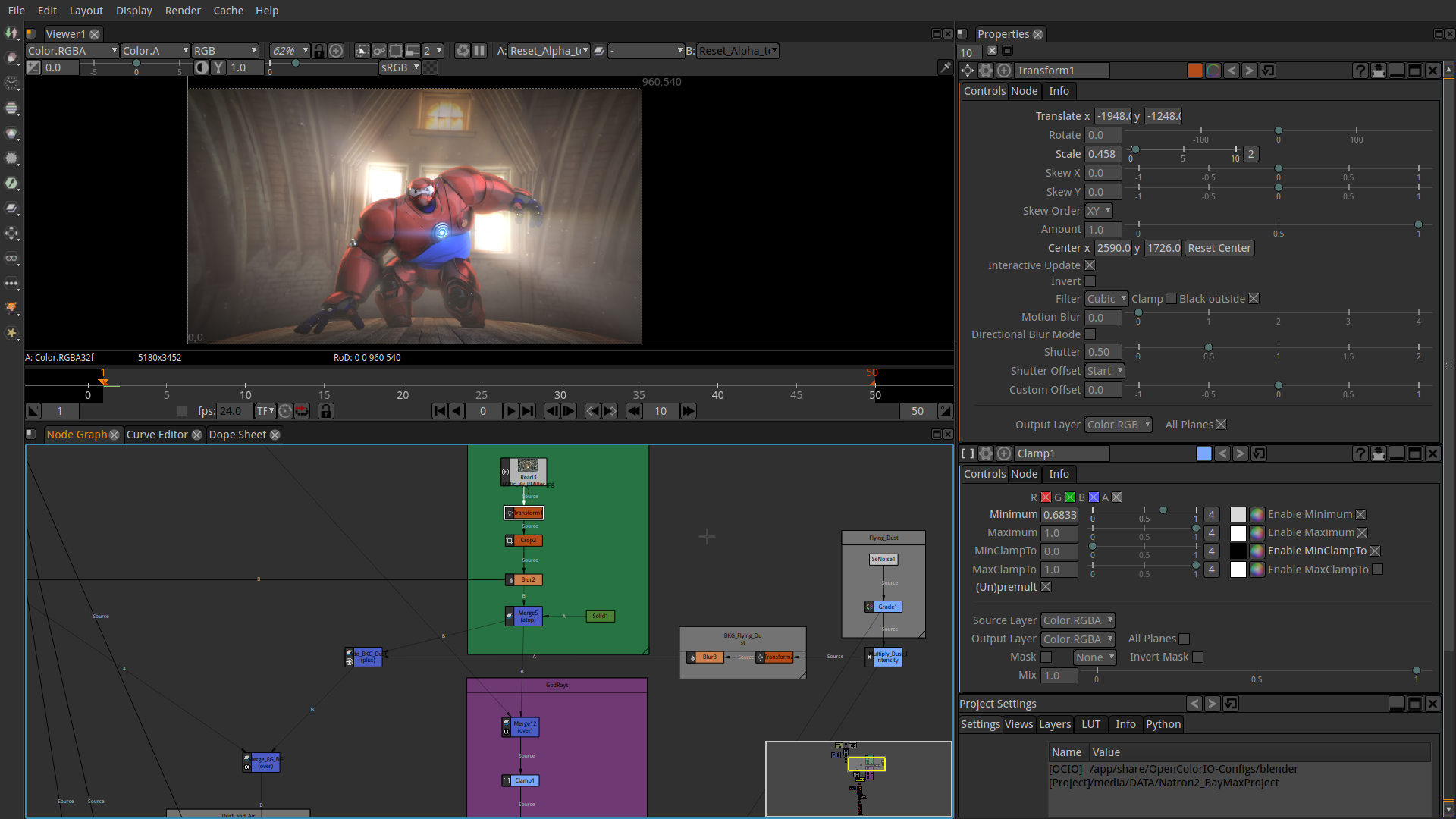
واجهة البرنامج

توفر «تأثيرات بصرية طبيعية» من خلال الحفاظ على الحيوانات الميتة.

## التاريخ
بدأ Natron بواسطة (ألكسندر جواثير - Alexandre Gauthier) في يونيو 2012 كمشروع شخصي. كان المشروع هو الفائز في مسابقة (طور كودك - Boost Your Code) لعام 2013 بواسطة Inria.
كانت الجائزة عبارة عن عقد توظيف مدته 12 شهرًا لتطوير Natron كبرنامج حر ومفتوح المصدر داخل المعهد.
كان أول إصدار عام متاح على نطاق واسع 0.92 (6 يونيو 2014)، والذي جلب وظائف rotoscoping و chroma keying.
جلبت الإصدارات التجريبية اللاحقة ميزات إضافية مثل ضبابية الحركة وإدارة الألوان من خلال OpenColorIO وتتبع الفيديو.
تم إصدار الإصدار 1.0 في 22 ديسمبر 2014، جنبًا إلى جنب مع نموذج مشروع كبير من قبل فرانسوا "CoyHot" Grassard ، وهو فنان ومعلم رسومات كمبيوتر محترف، مما يدل على أن Natron يمكن أن ينفذ الرسوم البيانية بشكل تفاعلي مع أكثر من 100 عقدة. في يناير 2015، أعلن قسم فن وتكنولوجيا الصور (ATI) في جامعة باريس أنه سيتحول إلى برامج حرة ومفتوحة المصدر ذات جودة احترافية لتعليم رسومات الكمبيوتر للطلاب والفنانين، بما في ذلك Blender وKrita و Natron.

## الترخيص
قبل الإصدار 2.0، تم ترخيص Natron بموجب ترخيص Mozilla Public License الإصدار 2.0، والذي سمح بإعادة توزيعه باستخدام المكونات الإضافية المغلقة المصدر.
منذ الإصدار 2.0، أعيد ترخيص البرنامج بموجب رخصة جنو العمومية الإصدار 2 أو ما بعده للسماح بتسويق أفضل.
يجب أن تكون جميع المكونات الإضافية التي يتم توزيعها مع ثنائيات Natron 2.0 أو أحدث متوافقة مع GPLv2.
لا يزال من الممكن استخدام المكونات الإضافية المغلقة المصدر، بما في ذلك المكونات التجارية، مع Natron ، على الرغم من أن GPL وفقًا لـ FSF لا تسمح بتحميل المكونات الإضافية ذات المصدر المغلق وربطها، أو المكونات الإضافية غير الموزعة ضمن ترخيص متوافق مع GPL ، ولكن يجب توزيعها بشكل منفصل.
البيانات التي تنتجها Natron ، أو أي برنامج يتم توزيعه بموجب GPL ، لا تغطيها GPL
حقوق الطبع والنشر على مخرجات البرنامج تعود إلى مستخدم هذا البرنامج.

## مميزات
حجم برنامج ناترون صغير نسبيا، حيث يبلغ حوالي144ميجابايت للنسخ الرسمية. يصدر ناترون رسميا للعديد من أنظمة التشغيل وهي: لينكس، ماكنتوش، ويندوز وfreeBsD وكلها بنسخة 64 بت. وعلى الرغم من أن ناترون لا يحتوي على أمثلة خارجية كالتي توجد في البرامج الأخرى (أعمال مسبقة الصنع), إلا أن البرنامج يتميز بصفات تجعله في مصاف البرامج التأثيرية الراقية، ومن قدرات البرنامج:
- خط أنابيب معالجة لون خطي ذو 32 بت.
- دعم العديد من تنسيقات الصور، باستخدام OpenImageIO ، بما في ذلك OpenEXR متعدد الطبقات.
- يمكن استخدام طبقات الصور الإضافية لتخزين طبقات ألوان متعددة، أو للمعلومات غير المتعلقة بالألوان مثل العمق أو التدفق البصري أو التباين ثنائي العينين أو الأقنعة.
- دعم قراءة وكتابة ملفات الفيديو من خلال مكتبة FFmpeg ، بما في ذلك التنسيقات الرقمية الوسيطة مثل DNxHD و Apple ProRes.
- الدعم الكامل لواجهة OpenFX 1.4 API ، مما يتيح استخدام المكونات الإضافية التجارية أو مفتوحة المصدر.
- دعم العرض منخفض الدقة لمعاينة إخراج التأثيرات المرئية كثيفة الاستخدام للحوسبة.

## مقارة ببرامج التأثيرات الأخرى
يعتبر ناترون بديلا مثاليا لبرامج نوعه فهو يحتوي على نفس الميزات تقريبا وبسعر مجاني. مع صلاحية استخدامه في نشاط تجاري دون حقوق نشر وطبع على منشئ المشروع.

## التطوير
منذ فتح مصدر ناترون، شهد البرنامج تغييرات جذرية في النص البرمجي وإضافة إضافات كبيرة إلى وظائف البرنامج المختلفة.

## روابط خارجية
- الموقع الرسمي